# Закон о гражданских правах (1875)
Закон о гражданских правах от 1875 года, иногда называемый Закон о приведении в исполнение или закон силы — федеральный закон США, принятый в ходе реконструкции Юга в ответ на нарушения гражданских прав афроамериканцев, чтобы защитить всех граждан в их гражданских и юридических правах, предоставляя им равный статус в общественных местах, общественном транспорте и запрещая исключение из состава присяжных . Законопроект был принят 43-м Конгрессом Соединённых Штатов и был подписан президентом Улиссом Грантом 1 марта 1875 года. Законодательство в целом противоречило общественному мнению, но чернокожие поддержали его. Он не был эффективно применён, и историк Уильям Жиллетт писал, что принятие закона было «незначительной победой».

## История законопроекта
Разработка законопроекта была проведена в начале 1870 года сенатором Чарльзом Самнером, радикальным республиканцем в сенате, при содействии Джона Мерсера Лангстона, выдающегося афроамериканца, который основал юридический отдел в Университете Говарда. Законопроект был предложен сенатором Самнером и в соавторстве с представителем Массачусетса Бенджамином Ф. Батлером, на 41-м Конгрессе Соединённых Штатов 1870 году. Этот акт был принят 43-м Конгрессом в феврале 1875 года в память Саммера, который умер незадолго до его принятия. Закон был подписан президентом Улиссом Грантом 1 марта 1875 года.

## Исполнение
Президент Грант хотел совершенно другой закон, который помог бы ему подавить насилие в отношении чернокожих и республиканцев на Юге. Конгресс не дал ему этого, но вместо этого принял закон о равных правах на общественные помещения. Департамент юстиции проигнорировал принятие закона и не отправил копии американским адвокатам, в то время как многие федеральные судьи назвали его неконституционным до того, как Верховный суд его признал таковым. Историк Джон Хоуп Франклин заключает в отношении администраций Гранта и Хейза: 

Грант никогда публично не комментировал этот правовой акт и ничего не сделал для обеспечения его соблюдения, поэтому Закон о гражданских правах никогда не был эффективно применён— 
 Общественное мнение выступало против, поддерживая мнение чёрного сообщества.

## Конституционный вызов
Верховный суд в решении от 15 октября 1883 года признал несоответствующими Конституции отдельные положения Закона о гражданских правах. Судья Джон Маршалл Харлан был единственным, проголосовавшим «против». Суд постановил, что положение о равной защите в рамках четырнадцатой поправки запрещает дискриминацию со стороны государства и местного самоуправления, но оно не даёт федеральному правительству возможности запрещать дискриминацию частными лицами и организациями. Суд также постановил, что тринадцатая поправка предназначалось для устранения рабства, но не для запрещения расовой дискриминации в общественных местах.

## Наследие
Закон о гражданских правах от 1875 года известен как последний крупный законопроект, который был принят Конгрессом в эпоху Реконструкции. К ним также относятся Закон о гражданских правах от 1866 года, четыре Закона о восстановлении 1867 и 1868 годов, три закона об исполнении законов от 1870 и 1871 годов и три конституционные поправки, принятые в период с 1865 по 1870 годы.
Положения, содержащиеся в Законе о гражданских правах 1875 года, были позднее пересмотрены Конгрессом в рамках Движения за гражданские права Законами о гражданских правах 1964 и 1968 года.